# Ferdinand Josef Schneider
Ferdinand Josef Schneider (* 6. Dezember 1879 in Mariaschein, Böhmen; † 4. November 1954 in Halle an der Saale) war ein deutscher Literaturhistoriker und Professor.

## Leben
Nach dem Besuch des Gymnasiums in Teplitz-Schönau begann er 1898 das Studium der Germanistik und angrenzender Fächer an der Deutschen Universität Prag. 1903 promovierte und 1907 habilitierte er und wurde Dozent.
Der Titel eines außerordentlichen Professors der deutschen Universität Prag ist Ferdinand Josef Schneider 1914 verliehen worden. Er wurde jedoch schon wenig später zum Kriegsdienst eingezogen. Nach dem Kriegsende wurde er in Prag 1920 zum wirklichen außerordentlichen Professor ernannt. Er verließ jedoch die junge Tschechoslowakei und folgte 1921 dem Ruf an die Martin-Luther-Universität Halle (Saale) auf das Ordinariat für Literaturwissenschaft. Das Amt des Dekans der Philosophischen Fakultät übte Schneider 1933/34 aus. 1949 wurde er als ordentliches Mitglied in die Sächsische Akademie der Wissenschaften aufgenommen. 1953 wurde er emeritiert und starb im darauffolgenden Jahr.
In seinen Forschungen bemühte Schneider sich vorrangig um die Erforschung der Geistesströmungen vom 18. bis zum 20. Jahrhundert.

## Werke
- Jean Pauls Jugend und erstes Auftreten in der Literatur. 1905
- Die Freimaurerei und ihr Einfluß auf das deutsche Geistesleben am Ende des 18. Jahrhunderts. 1909
- Theodor Gottlieb von Hippel in den Jahren von 1741 bis 1781 und die erste Epoche seiner literarischen Tätigkeit. Prag, Taussig & Taussig, 1911.
- Victor Hadwiger 1878–1911. Ein Beitrag zur Geschichte des Expressionismus in der deutschen Dichtung der Gegenwart. Max Niemeyer, Halle 1921
- Die deutsche Dichtung vom Ausgange des Barocks bis zum Klassizismus 1700–1785. Metzler, Stuttgart 1924
- Der expressive Mensch und die deutsche Lyrik der Gegenwart. 1927
- Die deutsche Dichtung der Aufklärungszeit 1700–1775 und Die deutsche Dichtung der Geniezeit 1750–1800. 2 Bände, Metzler, Stuttgart 1948 und 1952.